# たのしい川べ
『たのしい川べ』（たのしいかわべ、The Wind in the Willows）は、イギリスの作家・ケネス・グレアムが1908年に発表した児童文学作品。
原題の「The Wind in the Willows」は日本語に直訳すると「ヤナギ林に吹く風」の意味であるが、日本では英文学者の中野好夫が1940年に抄訳した際の『たのしい川べ』という題名が定着しており、他に『ひきがえるの冒険』『川べにそよ風』『川べのゆかいな仲間たち』などの題名でも出版されている。

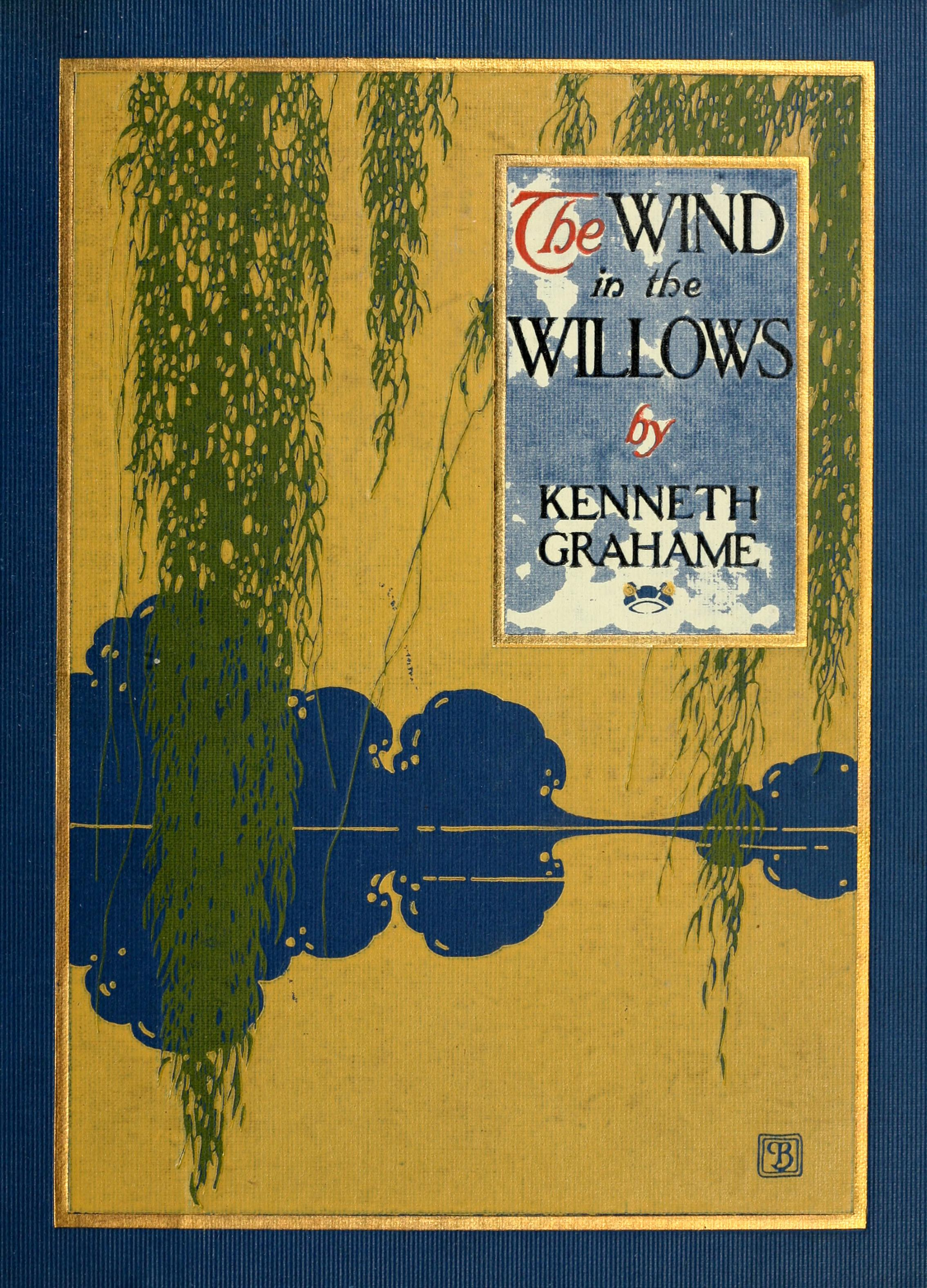
初版の表紙

## 概要
銀行勤めに嫌気がさして退職し、田舎に引っ越したころのグレアムが息子のために著作したものである。当時の彼は「ただボートに乗ってぶらぶらする」（messing about in boats）という物語にも出てくる一節の通り、テムズ川近くで過ごしていた。
物語は個性の強い4匹の小動物（もぐら、川ねずみ、ひきがえる、あなぐま）が登場し、緩急の付けられたミステリー、冒険、道徳、友情の入り交じったエピソードが続く。物語はイギリス階級社会の風刺とされ、登場する4匹の動物は当時の階級を代表する性格を擁していた。川に住むものは上流階級であり、森に住む者は下流階級であると考えられている。そして、登場する動物の生態にならい、ひきがえるのトードは上流階級、川ねずみとあなぐまは中流階級（川ねずみは少し上流階級に近い）、そしてもぐらは下流階級というように見なされる。
登場してくるのは動物ばかりではなく、脇役は人間であることが多い。

## 主に登場する4匹の動物

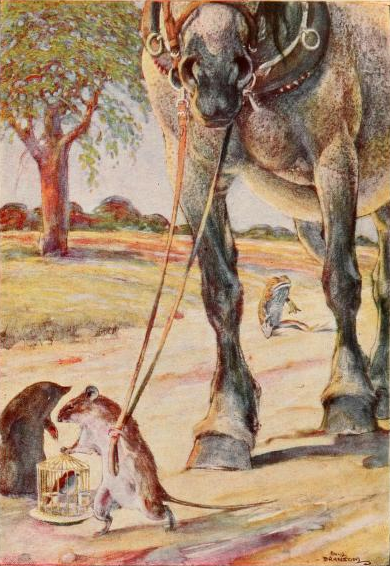
1913年版の挿絵。

モール（Mole）
のんきなもぐら。最初に登場する。川岸の生活に始めは威圧されるものの、その生活にも次第になれてくる。
ラッティー（Ratty）
川べの暮らしを愛する川ねずみ。親切で常識をもち、のんびり屋のモールのいい友人になる。
トード（Mr. Toad）
友好的で陽気だが、わがままでうぬぼれ屋のひきがえる。
バジャー（Badger）
無愛想なあなぐま。実はトードの父の旧友で、仲間たちよりひとまわり年輩。粗野な反面、頼りになるリーダーである森の賢者。

## ストーリー
物語の前半と後半では主人公が異なる。前半はもぐら、後半はひきがえるが主人公である。物語の前半ではもぐらとねずみの過ごす四季の生活や、出会う近隣の動物たちなどが、川べりの風物とともに牧歌的に描かれる。後半は一転し、ひきがえるを中心に目まぐるしく展開する。
動物界に春がやってきた。冬眠から覚め、地下の自宅の大掃除をしていたもぐらは、汚れ仕事に嫌気がさして家を飛び出し、川の岸べにやってきた。気のいい川ねずみのラッティと出会って友人になったもぐらは、川べりのねずみの家で同居をはじめる。
近所には大きな古い屋敷があり、ひきがえるの若旦那が住んでいた。ひきがえるは陽気でつきあいのいい男だが、派手好きで飽きっぽく、つぎつぎに金のかかる流行りの道楽にはまって先代の遺産を無駄に費やし、周囲に迷惑をかける困った癖があった。その頃、馬車に凝っていたひきがえるは、ねずみともぐらに一緒に馬車で旅行に出ることを提案し、3匹は馬車で旅に出る。しかし数日も経つとひきがえるは早くも飽きてしまい、何も仕事をしなくなった。そんなある日、彼らの馬車は街道上で自動車に煽られて横転してしまう。後始末を押しつけられたねずみともぐらは散々な目に遭ったのち、ようやく家に戻ってきた。
何週間かたち、ねずみの家にあなぐまが訪ねてきた。事故のあと、今度は自動車に凝りだしたひきがえるはたちまちスピード狂になり、衝突事故を繰り返して高額の罰金を払わされたり、「街道の暴れん坊」のあだ名をつけられて近隣交通の恐怖の的になっていた。旧友の息子であるひきがえるを心配したあなぐまは、ねずみともぐらを助手に、ひきがえるを屋敷に閉じ込めて人格矯正を試みる。しかしひきがえるは見張り当番のねずみを騙し、まんまと屋敷からの逃走に成功する。
地元から立ち退いたひきがえるは、自動車を盗んで事故を起こし、警察に逮捕され、懲役20年を宣告されて投獄される。同情した牢役人の娘の助けで刑務所から脱走し、追跡からもあやうく逃れ、苦労の末に故郷に戻ったひきがえるは、ねずみから留守中に屋敷が森のイタチ軍団に占拠されていることを知らされる。屋敷に乗り込もうとして何度か殺されかけたひきがえるであったが、あなぐまが先代から聞いていた秘密の抜け穴を通って邸内への侵入に成功し、油断していたイタチ軍団を追い払い、屋敷を取り戻した。
ひきがえるは近隣の動物仲間を呼んで記念のパーティーを開く。その会場に現れたひきがえるは、以前とはすっかり変わっていた。さまざまな苦労をしてきたひきがえるは落ち着いた控えめな紳士になり、以後は静かに生活したのであった。

## 邦訳
古いものでは、1940年に白林少年館出版部より刊行された中野好夫の抄訳が存在する。完訳は白林少年館の設立者であった石井桃子が1950年に英宝社より『ひきがえるの冒険』の題名で刊行し、この訳を改訂して中野訳の表題を引き継いだハードカバー『たのしい川べ ―ひきがえるの冒険―』が1963年に岩波書店より刊行された。この岩波版では、E・H・シェパードの挿絵を用いている。
- たのしい川べ ―ひきがえるの冒険― 訳：石井桃子 画：E・H・シェパード（岩波書店、ハードカバー）
1963年11月29日初版 ISBN 978-4-001-10817-0
- たのしい川べ（岩波少年文庫）
2002年7月18日初版 ISBN 978-4-001-14099-6

また、1992年にはグレアムの日本における著作権の保護期間が戦時加算を含めて満了し、講談社より岡本浜江の新訳が『川べにそよ風』の題名で刊行された。この新訳版ハードカバーと青い鳥文庫の旧版ではジョン・バーニンガムの挿絵が使用されていたが、青い鳥文庫版は1997年に改訂されパトリック・ベンソンの挿絵が新たに使用されている。
- 川べにそよ風 訳：岡本浜江 画：ジョン・バーニンガム（講談社、ハードカバー）
1992年6月初版 ISBN 4-06-205586-4
- 川べにそよ風 訳：岡本浜江（講談社、青い鳥文庫）
旧版 画：ジョン・バーニンガム 1993年5月初版 ISBN 4-06-147382-4
新訂版 画：パトリック・ベンソン 1997年11月初版 ISBN 4-06-148470-2

また、本作を原作とするテレビアニメ『楽しいウイロータウン』の放送に合わせて、講談社からは青い鳥文庫よりも低年齢層向けの単行本『川べのゆかいな仲間たち』が鈴木悦夫の訳で刊行されている。
- 川べのゆかいな仲間たち 訳：鈴木悦夫 画：鈴木まもる（講談社）
1993年7月初版 ISBN 4-06-206529-0

## 翻案作品
以下のように多数の映像化を始めとする翻案作品が存在する。

### 映像化作品
- イカボードとトード氏：ディズニーのアニメーション映画。1949年公開。
- たのしい川べ（英語版）：テリー・ジョーンズ監督による実写映画化作品。1996年公開。
- 楽しいウイロータウン：1993年にテレビ東京系列（TXN）で放送されたテレビアニメ。主役はラッティー。
- ケロヨン：1966年から1970年まで日本テレビ系『木馬座アワー』で放映された、本作を原作とする人形劇『カエルのぼうけん』に登場するカエル。

また、2012年より「イカボードとトード氏」をベースにしたディズニーランドのアトラクション「Mr. Toad's Wild Ride」（『トード氏のワイルドライド』）を基にした実写映画作品が企画されていることが明らかになった。

### その他
- ひきがえる館のひきがえる（英語版）：A・A・ミルンにより戯曲化された作品。
- オランダの作曲家ヨハン・デ・メイは、本作に基づいて4曲からなる同名の吹奏楽曲を作曲した。
- 飜案ではないが、マーガレット・マーヒーのヤングアダルト小説『クリスマスの魔術師』と『地下脈系』で『たのしい川べ』が言及され、ストーリーの根幹をなす重要な要素になっている。